# Otoplana bosporana
Otoplana bosporana är en plattmaskart som beskrevs av Ax 1959. Otoplana bosporana ingår i släktet Otoplana och familjen Otoplanidae. Inga underarter finns listade i Catalogue of Life.